# Anita Asante
Anita Ama Ankyewah Asante (ur. 27 kwietnia 1985 w Londynie) – brytyjska piłkarka, działaczka na rzecz osób LGBT. Ma ghańskie korzenie.

## Kariera klubowa

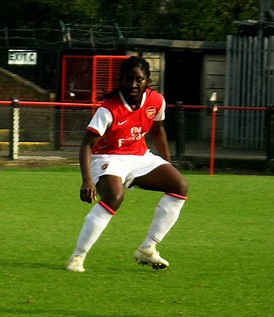
Anita Asante w koszulce Arsenalu Londyn

Pierwsze kroki opisywana piłkarka stawiała w młodzieżowym zespole Arsenalu Londyn. W drużynie seniorskiej debiut zaliczyła w sezonie 2003/2004. Z Arsenalem wygrała m.in. Super League, FA Women’s Cup oraz Puchar UEFA kobiet. Co ciekawe, ostatni puchar zdobyła z pierwszą drużyną spoza Niemiec lub Skandynawii. 2008 rok to czas przenosin zawodniczki wraz z jej klubową koleżanką do Chelsea. W 2009 roku przeniosła się do Sky Blue F.C. Rok później została sprzedana do Washington Freedom. W roku 2011 powróciła do Sky Blue F.C. Przed sezonem 2012/13 Anita Asante przeszła do Göteborg FC, w którym została przez rok. Potem przeniosła się na cztery lata do FC Rosengård. W 2018 roku przeszła z powrotem do Chelsea, a następnie przeszła do Aston Villi.

## Kariera reprezentacyjna
Anita Asante rozegrała łącznie 71 spotkań dla reprezentacji Anglii. Zadebiutowała w meczu z Islandią w 2004 roku, a pierwszy pełny mecz rozegrała przeciwko Irlandii Północnej w 2005 roku.

## Życie prywatne
Anita Asante jest zdeklarowaną lesbijką. Jej partnerką jest Beth Fisher.